# روبرتو اراس
روبرتو اراس ارناندز (زادهٔ ۱ فوریهٔ ۱۹۷۴) رکابزن حرفه‌ای سابق اسپانیایی است که در رشتهٔ دوچرخه‌سواری جاده فعالیت می‌کرد و دارای رکورد بیشترین قهرمانی در ووئلتا اسپانیا است. چهارمین قهرمانی او در ووئلتا در سال ۲۰۰۵، به دلیل استفاده از مواد نیروزای اریتروپوئیتین پس گرفته‌شد؛ ولی فرجام‌خواهی او در دادگاه کاستیا و لئون پذیرفته شد و فدراسیون دوچرخه‌سواری اسپانیا اراس را به عنوان قهرمان ووئلتای ۲۰۰۵ معرفی کرد.

## آغاز فعالیت حرفه‌ای
اراس در سال ۱۹۹۵ حرفه‌ای شد و به عضویت تیم اسپانیایی کلمه درآمد. نخستین پیروزی حرفه‌ای او در سوبیدا ال نارانکو بود. او توانست در همان سال در مرحلهٔ ۱۲ ووئلتا اسپانیا پیروز شود. در سال بعد، باز هم برندهٔ یک مرحله از ووئلتا شد. در سال ۱۹۹۹ فاتح مراحلی از ووئلتا کاتالونیا و جیرو دیتالیا شد و برای نخستین بار روی یکی از سکوهای ووئلتا قرار گرفت. در سال ۲۰۰۰ توانست در دو مرحله پیروز شود و برای نخستین بار، فاتح ووئلتا اسپانیا شد. سپس جذب تیم یواس پستال شد.

## رکابزنی با لانس آرمسترانگ
از سال ۲۰۰۱ اراس در کنار لانس آرمسترانگ در تیم یواس پستال سرویس رکاب می‌زد. او که متخصص مسیرهای کوهستانی بود، در مرحله‌های کوهستانی تور دو فرانس به آرمسترانگ کمک می‌کرد. اراس توانست بهترین رتبهٔ خود در تور را در سال ۲۰۰۰ به دست آورد و در مکان پنجم قرار گرفت.

## حکومت بر ووئلتا اسپانیا
اراس در سال‌های ۱۹۹۷ تا ۱۹۹۹ جزء ۱۰ نفر برتر ووئلتا بود و در سال ۲۰۰۰ توانست نخستین قهرمانی خود را در این مسابقه به دست آورد. او برندهٔ رده‌بندی امتیازی نیز شد. دومین قهرمانی او در ووئلتا در سال ۲۰۰۳ به دست آمد.
اراس در پایان سال ۲۰۰۳ تیم یواس پستال را ترک کرد تا رهبری تیم اسپانیایی لیبرتی سگوروس را به دست گیرد. او تور دو فرانس ۲۰۰۴ را در پایان مرحلهٔ ۱۶ به دلیل عدم آمادگی ترک کرد. سپس در ووئلتا شرکت کرد و با کسب سومین پیروزی، با رکورد تونی رومینگر برابری کرد.
در ووئلتای ۲۰۰۵ اراس در دو مرحلهٔ کوهستانی به پیروزی رسید و در آخرین تایم تریل با فاصلهٔ یک ثانیه، پیروزی را از دست داد. کسی انتظار چنین نمایشی را از رکابزنی که متخصص تایم تریل نبود، نداشت. اراس فاتح ووئلتا شد و با کسب چهارمین قهرمانی، رکورد تازه‌ای را برجا گذاشت.
آزمایشی که در نوامبر ۲۰۰۵ (دو ماه پس از مسابقه) منتشر شد، نشان از وجود اریتروپوئیتین در بدن اراس در روز مسابقهٔ تایم تریل (مرحلهٔ ۲۰) داشت. اراس از تیم خود اخراج شد و به دو سال محرومیت محکوم شد. پیروزی او در ووئلتا به نفر دوم رده‌بندی یعنی دنیس منچوف داده‌شد.
اراس فرجام‌خواهی کرد و ادعا کرد که عدم دقت در نمونه‌برداری وجود داشته‌است و نمونه‌های او به درستی گرفته نشده‌اند. او در دادگاه مدنی کاستیا و لئون فرجام‌خواهی کرد و برنده شد. فدراسیون دوچرخه‌سواری اسپانیا به دادگاه عالی کشور فرجام‌خواهی کرد؛ ولی در دسامبر ۲۰۱۲ دادگاه حکم صادر شده را تأیید کرد. فدراسیون نیز اراس را دوباره قهرمان ووئلتای ۲۰۰۵ اعلام کرد و اراس درخواست غرامتی بیش از یک میلیون یورویی به دلیل از دست رفتن درآمد خود کرد.

## دستاوردها

### نتایج در گرند تورها
| گرند تور | ۱۹۹۷ | ۱۹۹۸ | ۱۹۹۹ | ۲۰۰۰ | ۲۰۰۱ | ۲۰۰۲ | ۲۰۰۳ | ۲۰۰۴   | ۲۰۰۵ |
| -------- | ---- | ---- | ---- | ---- | ---- | ---- | ---- | ------ | ---- |
| جیرو     | –    | –    | ۵    | –    | –    | –    | –    | –      | –    |
| تور      | –    | –    | –    | ۵    | ۱۵   | ۹    | ۳۴   | انصراف | ۴۵   |
| ووئلتا   | ۵    | ۶    | ۳    | ۱    | ۴    | ۲    | ۱    | ۱      | ۱    |